# Gare de Bantzenheim
La gare de Bantzenheim est une gare ferroviaire française située sur le territoire de la commune de Bantzenheim, dans la collectivité européenne d'Alsace, en région Grand Est.
C'est une gare voyageurs de la Société nationale des chemins de fer français (SNCF), du réseau TER Grand Est, desservie par des trains express régionaux.

## Situation ferroviaire
Établie à 223 mètres d'altitude, la gare de Bantzenheim est située au point kilométrique (PK) 14,330 de la ligne de Mulhouse-Ville à Chalampé, entre les gares fermées de Grunhutte et de Chalampé.
Gare de bifurcation, elle constitue l'aboutissement, au PK 25,1 de la ligne de Neuf-Brisach à Bantzenheim, aujourd'hui déclassée et déposée entre les gares de Volgelsheim (Neuf-Brisach Gare) et de Blodelsheim.
Elle était également l'origine de la ligne de Bantzenheim à Haberhaeusen, ouverte au cours de la Première Guerre mondiale pour des raisons stratégiques, aujourd'hui entièrement déclassée et déposée.
Enfin la gare est reliée au réseau des ports de Mulhouse-Rhin.

## Histoire
La gare de Bantzenheim est mise en service le 6 février 1878 par la Direction générale impériale des chemins de fer d'Alsace-Lorraine (EL) en même temps que la ligne de Mulhouse au Rhin.
Les lignes Neuf-Brisach Gare - Bantzenheim et Bantzenheim - Haberhaeusen sont ouvertes en 1917 pour des besoins militaires. La ligne vers Haberhaeusen est fermée à la fin du premier conflit mondial tandis que la ligne vers Neuf-Brisach Gare est ouverte aux voyageurs en 1923.
Le 19 juin 1919, la gare entre dans le réseau de l'Administration des chemins de fer d'Alsace et de Lorraine (AL), à la suite de la victoire française lors de la Première Guerre mondiale. Puis, le 1er janvier 1938, cette administration d'État forme avec les autres grandes compagnies la SNCF, qui devient concessionnaire des installations ferroviaires de Bantzenheim. Cependant, après l'annexion allemande de l'Alsace-Lorraine, c'est la Deutsche Reichsbahn qui gère la gare pendant la Seconde Guerre mondiale, du 1er juillet 1940 jusqu'à la Libération (en 1944 – 1945).
Le service voyageurs en direction de Neuf-Brisach Gare est fermé le 31 décembre 1945.
Bantzenheim comportait également un dépôt-relais secondaire.
La gare est fermée le 31 mai 1980.
À compter du 27 août 2006, elle est ponctuellement desservie par des trains régionaux de la relation Mulhouse-Ville - Müllheim.
La gare est rouverte avec un service voyageurs régulier depuis le 9 décembre 2012. Elle est l'unique gare ouverte de la ligne avec la gare de Mulhouse-Ville.
En 2022, la SNCF estime la fréquentation de la gare à 6 457 voyageurs.

## Fréquentation
De 2015 à 2024, selon les estimations de la SNCF, la fréquentation annuelle de la gare s'élève aux nombres indiqués dans le tableau ci-dessous.
| Année     | 2015   | 2016   | 2017  | 2018  | 2019  | 2020  | 2021  | 2022  | 2023  | 2024  |
| --------- | ------ | ------ | ----- | ----- | ----- | ----- | ----- | ----- | ----- | ----- |
| Voyageurs | 10 914 | 10 091 | 9 423 | 8 034 | 7 285 | 4 662 | 5 363 | 6 457 | 6 682 | 4 838 |

## Service des voyageurs

### Desserte
Bantzenheim est desservie par des trains TER Grand Est, qui effectuent des missions entre les gares de Mulhouse-Ville et de Müllheim (en Allemagne ; correspondance systématique pour Fribourg-en-Brisgau, voire aller-retour direct le dimanche).

## Service du fret
Le document de référence du réseau (DRR) pour l'horaire de service 2019 indique que la cour marchandises de Bantzenheim est « accessible après diagnostic et remise en état éventuelle ». Ce même document précise que la gare dessert une installation terminale embranchée (ITE).